# Centistokes
« cSt » redirige ici. Pour les autres significations, voir CST.
Cet article court présente un sujet plus développé dans : Stokes (unité).
Le centistokes, de symbole cSt, est une unité de mesure de la viscosité cinématique, encore employée malgré le recours recommandé aux unités SI (donc au m2/s, en l'occurrence) :
1 cSt = 10−2 St = 10−6 m2/s.